# Ming-Örük
Ming-Örük (kirgisisch Миң-Өрүк) ist ein Dorf in Kirgisistan mit 890 Einwohnern (Stand 2023).
Die Siedlung bekam 2019 den Status eines Dorfes (Ajyl) verliehen. Zuvor besaß die Ortschaft keinen administrativen Status.

## Geographie
Ming-Örük liegt im Rajon Batken des Oblus Batken. Es ist der Landgemeinde Samarkandyk untergeordnet. Das Dorf liegt im zentralen Teil des Oblus, am westlichen Ufer des Flusses Isfara. Es befindet sich in einer Entfernung von etwa 21 Kilometern (Luftlinie) westsüdwestlich der Stadt Batken, dem Verwaltungszentrum des Rajon und des Oblus.

## Bevölkerung
Das Dorf hatte mit Stand 2023 890 Einwohner.